# 法里納 (伊利諾伊州)
法里納（英語：Farina）是位於美國伊利諾伊州費耶特縣的一個村落。

## 地理
法里納的座標為38°49′59″N 88°46′33″W / 38.83306°N 88.77583°W，而該地最高點為海拔高度177米（即581英尺）。

## 人口
根據2010年美國人口普查的數據，法里納的面積為3.79平方千米，當中陸地面積為3.77平方千米，而水域面積為0.02平方千米。當地共有人口518人，而人口密度為每平方千米136人。